# (16918) 1998 FF32
1998 أف أف 32 (ويعرف أيضًا باسم (16918) 1998 أف أف 32 وفق تسمية الكوكب الصغير) (بالإنجليزية: 1998 FF32)‏ هو كويكب ضمن حزام الكويكبات؛ وترتيبه 16918 من حيث الاكتشاف.
اكتُشف هذا الجُرم الفلكي بواسطة بحث لنكولن عن الكويكبات القريبة من الأرض في 20 مارس 1998.

## وصلات خارجية
- (16918) 1998 FF32 في قاعدة بيانات مختبر الدفع النفاث لأجرام النظام الشمسي الصغيرة

- الاكتشاف · مخطط المدار ·  العناصر المدارية · المعلمات المادية

- (16918) 1998 FF32 على موقع ويكي سكاي: DSS2, SDSS, GALEX, IRAS, Hydrogen α, X-Ray, Astrophoto, Sky Map, Articles and images